# GySEV
GYSEV, acronimo di Győr–Sopron–Ebenfurthi Vasút (in tedesco ROeEE Raab–Ödenburg–Ebenfurter Eisenbahn), è una ferrovia privata istituita nel 1872 che operava inizialmente all'interno dell'Impero austro-ungarico (ora in Austria e Ungheria) sulla linee Győr–Sopron–Ebenfurth.
La maggioranza del capitale sociale (61% circa) è in mano allo Stato ungherese mentre una partecipazione di minoranza (circa 33%) è di quello austriaco e la rimanenza in mano a privati.
La rete è stata recentemente estesa con l'acquisizione delle linee
- Fertőszentmiklós–Neusiedl am See, elettrificata nel 2004
- Sopron–Szombathely di 62 km, acquisita da Magyar Államvasutak (MÁV) nel 2001
- Szombathely–Szentgotthárd, acquisita da MÁV nel 2005

Nel 2005 la rete si estendeva complessivamente per 283 km a scartamento ordinario, dei quali 230 km elettrificati a 25 kV 50 Hz.